# Obyvatelstvo Československa
Obyvatelstvo Československa dosáhlo nejvyššího počtu obyvatel v roce 1990, kdy v zemi žilo 15,6 milionu lidí, převážně Čechů, Slováků, Maďarů, Romů, Slezanů, Rusínů, Ukrajinců, Němců, Poláků a Židů. Národnostní složení se v průběhu dějin měnilo, od sudetských Němců jako nejvýznamnějšího etnika k Čechům a Slovákům, kteří tvořili dvě třetiny populace. Škála náboženství byla taktéž pestrá, dominantním bylo římskokatolické křesťanství. Podle průzkumu skupina obyvatel s římskokatolickou vírou do značné míry přispívala k výši přírůstku, avšak její podíl v populaci setrvale klesal. Hustota zalidnění činila přibližně 121 osob na kilometr čtvereční, přičemž nejvyšší byla na Moravě, a to 154 osob na kilometr čtvereční.

## Populační statistiky
| Rok  | Populace (x 1000) | Živě narození | Zemřelí | Přirozená změna | Hrubá míra porodnosti (na 1000 obyv,) | Hrubá míra úmrtnosti (na 1000 obyv,) | Přirozený přírůstek (na 1000 obyv,) | Plodnost | Plodnost (ČR) | Plodnost (SR) |
| ---- | ----------------- | ------------- | ------- | --------------- | ------------------------------------- | ------------------------------------ | ----------------------------------- | -------- | ------------- | ------------- |
| 1945 | 14 152            | 276 062       | 252 449 | 23 613          | 19,5                                  | 17,8                                 | 1,7                                 | 2,77     | 2,51          | 3,03          |
| 1946 | 12 915            | 292 658       | 182 157 | 110 501         | 22,7                                  | 14,1                                 | 8,6                                 | 3,08     | 3,07          | 3,09          |
| 1947 | 12 164            | 294 404       | 146 768 | 147 636         | 24,2                                  | 12,1                                 | 12,1                                | 3,21     | 3,21          | 3,21          |
| 1948 | 12 339            | 289 026       | 142 374 | 146 652         | 23,4                                  | 11,5                                 | 11,9                                | 3,03     | 2,82          | 3,24          |
| 1949 | 12 340            | 276 537       | 146 359 | 130 178         | 22,4                                  | 11,9                                 | 10,5                                | 2,98     | 2,68          | 3,28          |
| 1950 | 12 393            | 288 062       | 142 871 | 145 191         | 23,2                                  | 11,5                                 | 11,7                                | 3,165    | 2,77          | 3,56          |
| 1951 | 12 509            | 286 233       | 143 163 | 143 070         | 22,9                                  | 11,5                                 | 11,4                                | 3,16     | 2,74          | 3,58          |
| 1952 | 12 633            | 280 967       | 134 623 | 146 344         | 22,2                                  | 10,7                                 | 11,5                                | 3,13     | 2,69          | 3,57          |
| 1953 | 12 739            | 271 671       | 134 435 | 137 236         | 21,3                                  | 10,6                                 | 10,7                                | 3,055    | 2,61          | 3,50          |
| 1954 | 12 861            | 266 712       | 134 502 | 132 210         | 20,7                                  | 10,5                                 | 10,2                                | 3,015    | 2,58          | 3,45          |
| 1955 | 12 997            | 265 179       | 126 217 | 138 962         | 20,4                                  | 9,7                                  | 10,7                                | 3,025    | 2,58          | 3,47          |
| 1956 | 13 117            | 261 976       | 126 341 | 135 635         | 20,0                                  | 9,6                                  | 10,4                                | 3,015    | 2,57          | 3,46          |
| 1957 | 13 234            | 252 740       | 134 442 | 118 298         | 19,1                                  | 10,2                                 | 8,9                                 | 2,915    | 2,49          | 3,34          |
| 1958 | 13 335            | 235 034       | 125 803 | 109 231         | 17,6                                  | 9,4                                  | 8,2                                 | 2,78     | 2,31          | 3,25          |
| 1959 | 13 411            | 216 973       | 131 236 | 85 737          | 16,2                                  | 9,8                                  | 6,4                                 | 2,61     | 2,15          | 3,07          |
| 1960 | 13 484            | 217 291       | 125 472 | 91 819          | 16,1                                  | 9,3                                  | 6,8                                 | 2,60     | 2,12          | 3,08          |
| 1961 | 13 769            | 218 378       | 126 376 | 92 002          | 15,9                                  | 9,2                                  | 6,7                                 | 2,585    | 2,13          | 3,04          |
| 1962 | 13 863            | 217 456       | 138 716 | 78 740          | 15,7                                  | 10,0                                 | 5,7                                 | 2,49     | 2,14          | 2,84          |
| 1963 | 13 953            | 235 998       | 133 107 | 102 891         | 16,9                                  | 9,5                                  | 7,4                                 | 2,64     | 2,33          | 2,95          |
| 1964 | 14 055            | 241 298       | 134 859 | 106 439         | 17,2                                  | 9,6                                  | 7,6                                 | 2,635    | 2,36          | 2,91          |
| 1965 | 14 150            | 231 695       | 141 018 | 90 677          | 16,4                                  | 10,0                                 | 6,4                                 | 2,49     | 2,18          | 2,80          |
| 1966 | 14 233            | 222 615       | 142 141 | 80 474          | 15,6                                  | 10,0                                 | 5,6                                 | 2,345    | 2,01          | 2,68          |
| 1967 | 14 302            | 215 985       | 144 425 | 71 560          | 15,1                                  | 10,1                                 | 5,0                                 | 2,20     | 1,90          | 2,50          |
| 1968 | 14 360            | 213 807       | 153 271 | 60 536          | 14,9                                  | 10,7                                 | 4,2                                 | 2,115    | 1,83          | 2,40          |
| 1969 | 14 416            | 222 934       | 161 276 | 61 658          | 15,5                                  | 11,2                                 | 4,3                                 | 2,14     | 1,85          | 2,43          |
| 1970 | 14 350            | 228 531       | 165 567 | 62 964          | 15,9                                  | 11,5                                 | 4,4                                 | 2,155    | 1,91          | 2,40          |
| 1971 | 14 384            | 237 242       | 165 231 | 72 011          | 16,5                                  | 11,5                                 | 5,0                                 | 2,20     | 1,98          | 2,42          |
| 1972 | 14 465            | 251 455       | 160 615 | 90 840          | 17,4                                  | 11,1                                 | 6,3                                 | 2,28     | 2,07          | 2,49          |
| 1973 | 14 563            | 274 703       | 168 196 | 106 507         | 18,9                                  | 11,6                                 | 7,3                                 | 2,425    | 2,29          | 2,56          |
| 1974 | 14 678            | 291 800       | 171 743 | 120 057         | 19,9                                  | 11,7                                 | 8,2                                 | 2,515    | 2,43          | 2,60          |
| 1975 | 14 798            | 289 425       | 169 562 | 119 863         | 19,6                                  | 11,5                                 | 8,1                                 | 2,465    | 2,40          | 2,53          |
| 1976 | 14 916            | 287 192       | 170 652 | 116 540         | 19,3                                  | 11,4                                 | 7,9                                 | 2,435    | 2,35          | 2,52          |
| 1977 | 15 028            | 281 296       | 173 395 | 107 901         | 18,7                                  | 11,5                                 | 7,2                                 | 2,395    | 2,32          | 2,47          |
| 1978 | 15 132            | 279 094       | 174 914 | 104 180         | 18,4                                  | 11,6                                 | 6,8                                 | 2,385    | 2,32          | 2,45          |
| 1979 | 15 231            | 272 352       | 175 786 | 96 566          | 17,9                                  | 11,5                                 | 6,4                                 | 2,36     | 2,28          | 2,44          |
| 1980 | 15 267            | 248 901       | 186 116 | 62 785          | 16,3                                  | 12,2                                 | 4,1                                 | 2,205    | 2,10          | 2,31          |
| 1981 | 15 317            | 237 728       | 180 039 | 57 689          | 15,5                                  | 11,8                                 | 3,7                                 | 2,15     | 2,02          | 2,28          |
| 1982 | 15 370            | 234 356       | 181 158 | 53 198          | 15,3                                  | 11,8                                 | 3,5                                 | 2,135    | 2,01          | 2,26          |
| 1983 | 15 416            | 229 484       | 186 907 | 42 577          | 14,9                                  | 12,1                                 | 2,8                                 | 2,115    | 1,96          | 2,27          |
| 1984 | 15 457            | 227 784       | 183 927 | 43 857          | 14,7                                  | 11,9                                 | 2,8                                 | 2,11     | 1,97          | 2,25          |
| 1985 | 15 499            | 226 036       | 184 105 | 41 931          | 14,6                                  | 11,9                                 | 2,7                                 | 2,11     | 1,96          | 2,26          |
| 1986 | 15 534            | 220 494       | 185 818 | 34 676          | 14,2                                  | 12,0                                 | 2,2                                 | 2,07     | 1,94          | 2,20          |
| 1987 | 15 573            | 214 927       | 180 224 | 34 703          | 13,8                                  | 11,6                                 | 2,2                                 | 2,045    | 1,91          | 2,18          |
| 1988 | 15 607            | 215 909       | 178 169 | 37 740          | 13,8                                  | 11,4                                 | 2,4                                 | 2,045    | 1,94          | 2,15          |
| 1989 | 15 638            | 208 472       | 181 649 | 26 823          | 13,3                                  | 11,6                                 | 1,7                                 | 1,975    | 1,87          | 2,08          |
| 1990 | 15 661            | 210 553       | 183 785 | 26 768          | 13,4                                  | 11,7                                 | 1,7                                 | 1,99     | 1,89          | 2,09          |
| 1991 | 15 592            | 207 923       | 178 908 | 29 015          | 13,3                                  | 11,5                                 | 1,8                                 | 1,955    | 1,86          | 2,05          |
| 1992 | 15 625            | 196 345       | 173 760 | 22 585          | 12,6                                  | 11,1                                 | 1,5                                 | 1,855    | 1,72          | 1,99          |

| Rok  | Populace (x 1000) | Živě narození | Zemřelí | Přirozená změna | Hrubá míra porodnosti (na 1000 obyv,) | Hrubá míra úmrtnosti (na 1000 obyv,) | Přirozený přírůstek (na 1000 obyv,) | Plodnost | Plodnost (ČR) | Plodnost (SR) |
| ---- | ----------------- | ------------- | ------- | --------------- | ------------------------------------- | ------------------------------------ | ----------------------------------- | -------- | ------------- | ------------- |
| 1993 | 15 656            | 194 281       | 170 892 | 23 389          | 12,4                                  | 10,9                                 | 1,5                                 | 1,80     | 1,67          | 1,93          |
| 1994 | 15 683            | 172 949       | 168 759 | 4 190           | 11,0                                  | 10,8                                 | 0,2                                 | 1,555    | 1,44          | 1,67          |
| 1995 | 15 695            | 157 524       | 170 599 | -13 075         | 10,0                                  | 10,9                                 | -0,9                                | 1,40     | 1,28          | 1,52          |
| 1996 | 15 689            | 150 569       | 164 018 | -13 449         | 9,6                                   | 10,5                                 | -0,9                                | 1,33     | 1,19          | 1,47          |
| 1997 | 15 687            | 149 967       | 164 824 | -14 857         | 9,6                                   | 10,5                                 | -0,9                                | 1,30     | 1,17          | 1,43          |
| 1998 | 15 686            | 148 117       | 162 683 | -14 566         | 9,4                                   | 10,4                                 | -1,0                                | 1,265    | 1,16          | 1,37          |
| 1999 | 15 679            | 145 694       | 162 170 | -16 476         | 9,3                                   | 10,3                                 | -1,0                                | 1,23     | 1,13          | 1,33          |
| 2000 | 15 674            | 146 061       | 161 725 | -15 664         | 9,3                                   | 10,3                                 | -1,0                                | 1,215    | 1,14          | 1,29          |
| 2001 | 15 603            | 141 851       | 159 735 | -17 884         | 9,1                                   | 10,2                                 | -1,1                                | 1,175    | 1,15          | 1,20          |
| 2002 | 15 580            | 143 627       | 159 775 | -16 148         | 9,2                                   | 10,3                                 | -1,1                                | 1,18     | 1,17          | 1,19          |
| 2003 | 15 582            | 145 398       | 163 518 | -18 120         | 9,3                                   | 10,5                                 | -1,2                                | 1,19     | 1,18          | 1,20          |
| 2004 | 15 589            | 151 411       | 159 029 | -7 618          | 9,7                                   | 10,2                                 | -0,5                                | 1,235    | 1,23          | 1,24          |
| 2005 | 15 621            | 156 641       | 161 413 | -4 772          | 10,0                                  | 10,3                                 | -0,3                                | 1,265    | 1,28          | 1,25          |
| 2006 | 15 658            | 159 735       | 157 742 | 1 993           | 10,2                                  | 10,1                                 | 0,1                                 | 1,285    | 1,33          | 1,24          |
| 2007 | 15 720            | 169 056       | 158 492 | 10 564          | 10,8                                  | 10,1                                 | 0,7                                 | 1,35     | 1,44          | 1,26          |
| 2008 | 15 836            | 176 930       | 158 112 | 18 818          | 11,2                                  | 10,0                                 | 1,2                                 | 1,41     | 1,50          | 1,32          |
| 2009 | 15 908            | 179 565       | 160 334 | 19 231          | 11,3                                  | 10,1                                 | 1,2                                 | 1,45     | 1,49          | 1,41          |
| 2010 | 15 952            | 177 563       | 160 289 | 17 274          | 11,1                                  | 10,1                                 | 1,0                                 | 1,445    | 1,49          | 1,40          |
| 2011 | 15 895            | 169 486       | 158 751 | 10 735          | 10,7                                  | 10,0                                 | 0,7                                 | 1,435    | 1,42          | 1,45          |
| 2012 | 15 917            | 164 111       | 160 626 | 3 485           | 10,3                                  | 10,1                                 | 0,2                                 | 1,395    | 1,45          | 1,34          |
| 2013 | 15 928            | 161 574       | 161 249 | 325             | 10,1                                  | 10,1                                 | 0,0                                 | 1,40     | 1,46          | 1,34          |
| 2014 | 15 959            | 164 893       | 157 011 | 7 882           | 10,3                                  | 9,8                                  | 0,5                                 | 1,45     | 1,53          | 1,37          |
| 2015 | 15 980            | 166 368       | 164 999 | 1 369           | 10,4                                  | 10,3                                 | 0,1                                 | 1,485    | 1,57          | 1,40          |
| 2016 | 16 014            | 170 220       | 160 101 | 10 119          | 10,6                                  | 10,0                                 | 0,6                                 | 1,555    | 1,63          | 1,48          |
| 2017 | 16 053            | 172 374       | 165 357 | 7 017           | 10,7                                  | 10,3                                 | 0,4                                 | 1,605    | 1,69          | 1,52          |
| 2018 | 16 100            | 171 675       | 167 213 | 4 462           | 10,7                                  | 10,4                                 | 0,3                                 | 1,62     | 1,70          | 1,54          |
| 2019 | 16 152            | 169 285       | 165 596 | 3 689           | 10,5                                  | 10,3                                 | 0,2                                 | 1,63     | 1,70          | 1,56          |
| 2020 | 16 159            | 166 850       | 188 378 | -21 528         | 10,3                                  | 11,7                                 | -1,4                                | 1,65     | 1,71          | 1,59          |
| 2021 | 15 959            | 168 358       | 213 352 | -44 994         | 10,6                                  | 13,4                                 | -3,8                                | 1,735    | 1,83          | 1,64          |
| 2022 | 16 188            | 153 967       | 179 802 | -25 835         | 9,5                                   | 11,1                                 | -1,6                                | 1,605    | 1,64          | 1,57          |
| 2023 | 16 303            | 139 776       | 166 928 | -27 152         | 8,6                                   | 10,2                                 | -1,6                                | 1,465    | 1,45          | 1,48          |
| 2024 | 16 306            | 130 552       | 166 087 | -35 535         | 8,0                                   | 10,2                                 | -2,2                                |          | 1,37          |               |

| Období              | Živě narození      | Úmrtí              | Přirozená změna |
| ------------------- | ------------------ | ------------------ | --------------- |
| leden – březen 2023 | 34 804             | 44 925             | -10 121         |
| leden – březen 2024 | 31 895             | 43 596             | -11 701         |
| Změna               | ▼ -2 909 (-8,36 %) | ▼ -1 329 (-2,96 %) | ▼ -1 580        |

V roce 1991 mělo Československo 15,6 milionu obyvatel, z nichž podle uvedené národnosti bylo 62,8 % Čechů (včetně Moravanů), 31 % Slováků, 3,8 % Maďarů, 0,7 % Romů a 0,4 % Slezanů. Menší skupiny Rusínů, Ukrajinců, Němců, Rakušanů, Poláků a Židů (postholokaustní komunita) tvořily dohromady zbývajících 1,6 % obyvatelstva.

### Přírůstek obyvatel
V roce 1985 činil přírůstek 2,7 %, do roku 1990 klesl na 1,7 %. Pokles byl v České republice výraznější než na Slovensku. V roce 1989 činila střední délka života 67,7 let u mužů a 75,3 let u žen. Přibližně 23,1 % obyvatel bylo mladších 15 let a 19 % starších 60 let.

### Hustota zalidnění
Hustota zalidnění v roce 1986 činila přibližně 121 osob na kilometr čtvereční. Nejhustěji osídleným geografickým regionem byla Morava, kde žilo přibližně 154 osob na kilometr čtvereční. V Čechách to bylo kolem 120 a na Slovensku kolem 106 obyvatel na kilometr čtvereční. Největší města a jejich odhadovaný počet obyvatel v lednu 1986 byly následující:
- Praha (ČSR) 1,2 milionů (1,85 milionů v metropolitní oblasti)
- Bratislava (SSR) 417 103
- Brno (ČSR) 385 684
- Ostrava (ČSR) 327 791
- Košice (SSR) 222 175
- Plzeň (ČSR) 175 244

Československá společnost setrvala v podobě malých měst a městeček. Přibližně 65 % obyvatel se řadilo k městskému obyvatelstvu.

## Národnostní složení
Národnostní složení v roce 1987 bylo v příkrém kontrastu s první republikou (viz historie). Sudetští Němci, kteří tvořili většinu obyvatelstva v pohraničních oblastech, byli po druhé světové válce násilně vyhnáni a Podkarpatská Rus, chudá část země tvořená převážně Ukrajinci a Maďary, byla po druhé světové válce odstoupena Sovětskému svazu. Češi a Slováci, kteří v roce 1930 tvořili asi dvě třetiny prvorepublikového obyvatelstva, pak představovali v roce 1950 asi 94 % obyvatel, třetí nejpočetnější skupinou byli Maďaři.[zdroj?]
Po odsunu německého obyvatelstva byly části bývalých Sudet, zejména okolí Krnova a okolních obcí v horské oblasti Jeseníků, osídleny komunistickými uprchlíky ze severního Řecka, kteří opustili svou vlast v důsledku řecké občanské války. Tito Řekové tvořili velkou část obyvatel města a regionu až do přelomu 80. a 90. let 20. století. Ačkoli se řecká komunistická komunita v Krnově a na Jesenicku označovala jako „Řekové“, ve skutečnosti se jednalo o etnicky různorodé obyvatelstvo, včetně řeckých Makedonců, Slavomakedonců, Valachů, pontských Řeků a turecky mluvících Urumů neboli kavkazských Řeků.
Aspirace etnických menšin byly svorníkem prvorepublikové politiky. V 80. letech 20. století tomu tak již nebylo. Nicméně etnicita byla i nadále všudypřítomným tématem a nedílnou součástí života v Československu. Ačkoli se etnické složení země zjednodušilo, rozdělení na Čechy a Slováky zůstalo zachováno – obě skupiny mají velmi podobnou historii, ale někdy i velice rozdílné aspirace.[zdroj?]
Od roku 1950 do roku 1983 se podíl Slováků na celkovém počtu obyvatel neustále zvyšoval. Podíl českého obyvatelstva klesl asi o 4 %, zatímco podíl slovenského obyvatelstva vzrostl o něco více. Skutečné počty však neohrozily českou většinu – v roce 1983 stále připadali na jednoho Slováka více než dva Češi. V polovině 80. let se míra plodnosti českého a slovenského obyvatelstva vyrovnala, ale ta slovenská klesala pomaleji.[zdroj?]

## Náboženství
Náboženské složení obyvatelstva bylo v roce 1930 následující:
| Náboženství v Československu (1930) | Náboženství v Československu (1930) | Náboženství v Československu (1930) | Náboženství v Československu (1930) | Náboženství v Československu (1930) |
| ----------------------------------- | ----------------------------------- | ----------------------------------- | ----------------------------------- | ----------------------------------- |
|                                     |                                     |                                     |                                     |                                     |
| katolické                           | katolické                           |                                     | 73,5 %                              | 73,5 %                              |
| protestantské                       | protestantské                       |                                     | 7,67 %                              | 7,67 %                              |
| církev husitská                     | církev husitská                     |                                     | 5,39 %                              | 5,39 %                              |
| řecké a arménskokatolické           | řecké a arménskokatolické           |                                     | 3,97 %                              | 3,97 %                              |
| judaismus                           | judaismus                           |                                     | 2,42 %                              | 2,42 %                              |
| pravoslaví                          | pravoslaví                          |                                     | 0,99 %                              | 0,99 %                              |
| bez vyznání                         | bez vyznání                         |                                     | 5,8 %                               | 5,8 %                               |